# Xun Guan
Xun Guan (303–?) fue una guerrera china que vivió durante la dinastía Jin, famosa por haber dirigido un grupo de soldados a la batalla a la edad de trece años. Hija del gobernador de Xiangyang, se ofreció voluntaria para atravesar las líneas enemigas y reunir refuerzos para impedir que la ciudad de Xiangyang fuera tomada.

## Vida y legado
Xun Guan vivió durante la dinastía Jin Occidental (265 a 316) y era hija de Xun Song (荀崧), el gobernador de Xiangyang, a su vez descendiente de Xun Yu, un asesor del líder Cao Cao. Durante una revuelta, uno de los oficiales del gobernador Du Zeng rodeó la ciudad con sus soldados, intentando tomarla y derrocar al gobernador. Mientras defendían la ciudad, las provisiones fueron disminuyendo hasta el punto de requerirse refuerzos si se quería seguir repeliendo el ataque. La única opción era atravesar las líneas enemigas y viajar hasta la ciudad cercana de Pingnan para pedir ayuda. Como nadie parecía dispuesto, la niña de trece años Xun Guan, pero ya experta en artes marciales, se ofreció voluntaria para ayudar a su padre. Junto con un pequeño grupo de soldados, Xun Guan esperó a la noche y penetró por un agujero en el campamento enemigo, cruzándolo.
Después de llegar a Pingnan habló con un aliado de su padre, el general Shi Lan quién dudaba de que sus tropas fueran lo bastante numerosas como para servir de ayuda. Xun Guan sugirió pedir ayuda adicional al general Zhou Fang, un dirigente de otra ciudad, escribiéndole una carta solicitando tropas. El general Zhou aceptó la petición y junto con el general Shi Lan regresaron a Xiangyang para empezar la batalla. A su llegada el gobernador empezó a atacar el frente enemigo mientras Xun Guan y los generales atacaban su retaguardia. El ejército de Du Zeng se sorprendió viéndose forzado a retroceder, proclamando el gobernador su victoria.